# كيفن رودريغيز
كيفن رودريغيز (بالإنجليزية: Kevin Rodriguez)‏ هو لاعب كرة قدم أمريكي في مركز الوسط، ولد في 25 سبتمبر 1996 في باسادينا في الولايات المتحدة. لعب مع Rio Grande Valley FC Toros ‏.

## وصلات خارجية
- كيفن رودريغيز على موقع الدوري الأمريكي (الإنجليزية)
- كيفن رودريغيز على موقع قاعدة بيانات كرة القدم.إي يو (الإنجليزية)
- كيفن رودريغيز على موقع Soccerway.com (الإنجليزية)